# Diaparsis mendeleevi
Diaparsis mendeleevi är en stekelart som beskrevs av Andrey Ivanovich Khalaim 2005. Diaparsis mendeleevi ingår i släktet Diaparsis och familjen brokparasitsteklar. Inga underarter finns listade i Catalogue of Life.